# Pleșcuța (okręg Alba)
Pleșcuța – wieś w Rumunii, w okręgu Alba, w gminie Vidra. W 2011 roku liczyła 87 mieszkańców.